# Tanguy Barro
Tanguy Sie Herman Barro (Oradara, 13 settembre 1982) è un ex calciatore burkinabé, di ruolo attaccante.